# 開成学校

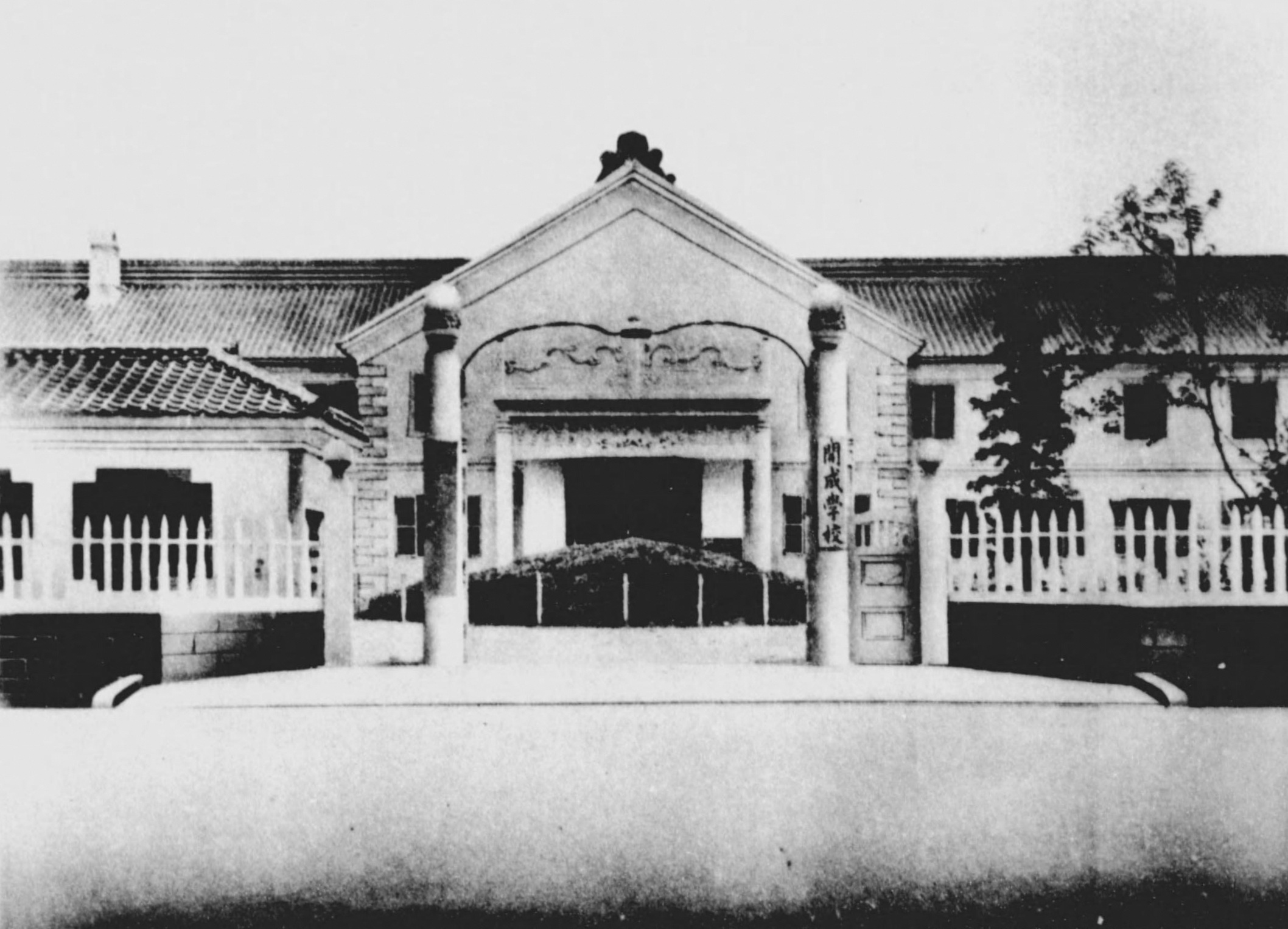
後期「開成学校」（1873年）

開成学校（かいせいがっこう）は、明治時代初期、東京府に設立された文部省管轄の洋学研究・教育機関で、当時のいわゆる「専門学校」（高等教育機関を意味し、後年の専門学校令に準拠する旧制専門学校とは異なる）の一つである。

## 概要
明治初期の官立機関としての「開成学校」は、明治元年（1868年）9月から明治2年12月（1870年1月）までの初期開成学校と、明治5年8月（1872年9月）から1877年（明治10年）4月までの後期開成学校に大別される。前者は、文久3年に発足した旧幕府直轄の開成所が、慶応4年5月（1868年4月）の江戸開城により閉鎖されていたものを明治新政府が接収し同年9月に「開成学校」として復興した。後者は、大学南校が第一大学区第一番中学として改編されたものを1873年（明治6年）4月に「（第一大学区）開成学校」と改称し、その後さらに東京開成学校と改称した。また開成学校・大学南校および東京開成学校の関係者の多くが1873年発足の明六社に参加している。
1877年、東京医学校と統合されて（旧）東京大学が発足し、同大学の法文理三学部の母体となった。このため現在の東京大学の直接の前身機関の一つと見なされている。
1873年11月4日：学制二編により開成学校語学課程（英・独・仏の3科）・独逸学教場・外国語学所を併合し（旧）東京外国語学校設立。英・仏・独・清・魯（露）の5語学科を設置。このため現在の東京外国語大学はこれをもって「建学」の年とし、直接の前身機関としている。

## 沿革

### 源流＝旧幕府「開成所」
開成学校の源流は、外国の文献を研究、教育するための学校として、安政4年（1857年）江戸幕府により新設された蕃書調所であり、これが文久3年（1863年）8月に開成所と改称されたものが開成学校の直接の前身である。

### 初期「開成学校」時代
開成所は幕府滅亡と明治維新により、1868年（慶応4年）いったん閉鎖されていたが、同年8月1日（旧暦6月13日）、これを接収した明治新政府は、同年10月27日（明治1年9月12日）、旧称を引き継いで「開成学校」として再開。翌1869年2月27日（明治2年1月17日）に正式に開校した。オランダ出身の宣教師グイド・フルベッキが教頭に就く。外国語による教授を正則、訳本による教授を変則とした。この時期の開成学校は洋学教育・翻訳・出版許可・新聞開版免許の公布を担当する政府機関でもあった。
教育においては、欧米人教師による英・独・仏三学科の授業（教師の使用言語に対応した区分であった）が行われた。1869年8月15日（明治2年7月8日）の「大学校」発足により医学校とともにその「分局」となり、さらに1870年1月18日（明治2年12月17日）、大学校の「大学」への改称にともない、開成学校は大学南校へと改編された。

### 「大学南校」時代
明治3年7月12日（1870年8月8日）、国漢学派と洋学派との対立内紛による（大学）本校（昌平学校の後身）の閉鎖（洋学派の勝利）により「大学」はほとんど機能停止に陥ったため、大学南校は事実上独立した。大学南校は富国強兵・日本の近代化のため、全国から優秀な人物として推薦を受けた貢進生を集め、御雇い外国人から英語・フランス語・ドイツ語を学ばせ、その中の更に特に成績優秀な者をイギリス・フランス・ドイツ等の外国へ留学させ、これを洋学教育に生かすための役割を担った。明治4年7月18日（1871年9月2日）の「大学」廃止と文部省設置により、7月21日（新暦9月5日）同省管轄となった大学南校は「南校」と改称され、同年9月25日（新暦11月7日）、文部省は一時これを閉鎖して南校貢進生を全員退校させ、貢進生制度廃止などの改革を行い、翌10月に学則を改正しあらたに生徒を募集し再開した。これらの結果、南校は外国人教師による「普通科」教育に重点をおく機関となったが、そのレベルはなお外国語修得を中心とする中等教育相当に止まっていた。

### 後期「開成学校」（東京開成学校）時代
大学南校は、明治5年8月3日（1872年9月5日）の学制頒布により「第一大学区第一番中学校」（学制における中学校）へと改編されたが、この頃には外国語による「普通科」の課程を修了する学生が出てくるようになった。このため、1873年（明治6年）4月10日には「専門学校」に転換され、再び「（第一大学区）開成学校」と称した。この際、教授言語は原則として英語に統一されることとなり、8月、従来の「語学課程」（普通科）に加えて新設された「専門学課程」（専門科）では法学・化学・工学・鉱山学・諸芸学の五科が設置されたが、法学・化学・工学が英語で教授されたのに対し、鉱山学はドイツ語、諸芸学はフランス語で授業が行われ、残留していた独仏語専修の学生に対する移行措置とし、この2学科については学生の卒業にともなって順次廃止した。同年11月4日には学制二編追加に基づき、語学課程が東京外国語学校（旧外語）（東京外国語大学などの前身）として分離独立した。同年12月、初代校長に畠山義成が就任した。残る専門学課程は、翌1874年5月「東京開成学校」への改称により、法学・化学・工学三科よりなる修業年限3年ないし4年の「本科」に再編され、さらに修業年限3年の「予科」が設けられた。またこの年、工業関係の実務者を簡易速成するための「製作学教場」が設けられた（1877年まで）。1875年、本科生・予科生から11名が選抜され、文部省派遣による第一回の海外留学生となった。
1877年2月1日に東京開成学校綜理（校長）に就任した加藤弘之は開成学校を「開成大学校」に昇格させるべきとした意見書を文部省に提出、これにより4月12日には、東京開成学校本科は、東京医学校と統合し、法・理・文・医4学部よりなる（旧）東京大学に改編された。また予科は、同じく官立東京英語学校との統合により東京大学予備門（第一高等中学校、のちの一高の前身）となった。しかし1881年の組織改革までの東京大学は、事実上旧東京開成学校と旧東京医学校の連合体に過ぎず、開成学校の後身である法理文三学部は独自の「綜理」（現在の学長に相当し4月13日加藤弘之が就任した）を戴くなど独立性が強かった（この後の経緯については当該項目へ）。

## 主な出身者
- 菊池武夫
- 穂積陳重
- 鳩山和夫
- 三宅雪嶺
- 嘉納治五郎
- 山口半六
- 松村任三
- 山崎為徳
- 新井領一郎
- 杉浦重剛
- 増島六一郎
- 中村弥六
- 田中舘愛橘
- 井上毅
- 吉松茂太郎

- 野村龍太郎
- 宮崎道三郎
- 福島安正
- 末岡精一
- 田中稲城
- 大井憲太郎
- 高橋卯之助
- 平田東助
- 清水郁太郎
- 村岡範為馳
- 佐藤昌介
- 伊沢修二
- 久原躬弦
- 田原良純
- 中江兆民

- 島田三郎
- 岸本辰雄
- 大槻文彦
- 高橋是清
- 高橋順太郎
- 濱尾新
- 小村壽太郎
- 隈本有尚
- 牧野伸顕

- 小林有也
- 永井久一郎
- 高橋由一
- 古市公威
- 九鬼隆一
- 夏目大助（夏目漱石の兄）
- 宮城浩蔵
- 小菅智淵
- 志賀泰山

## 教職員

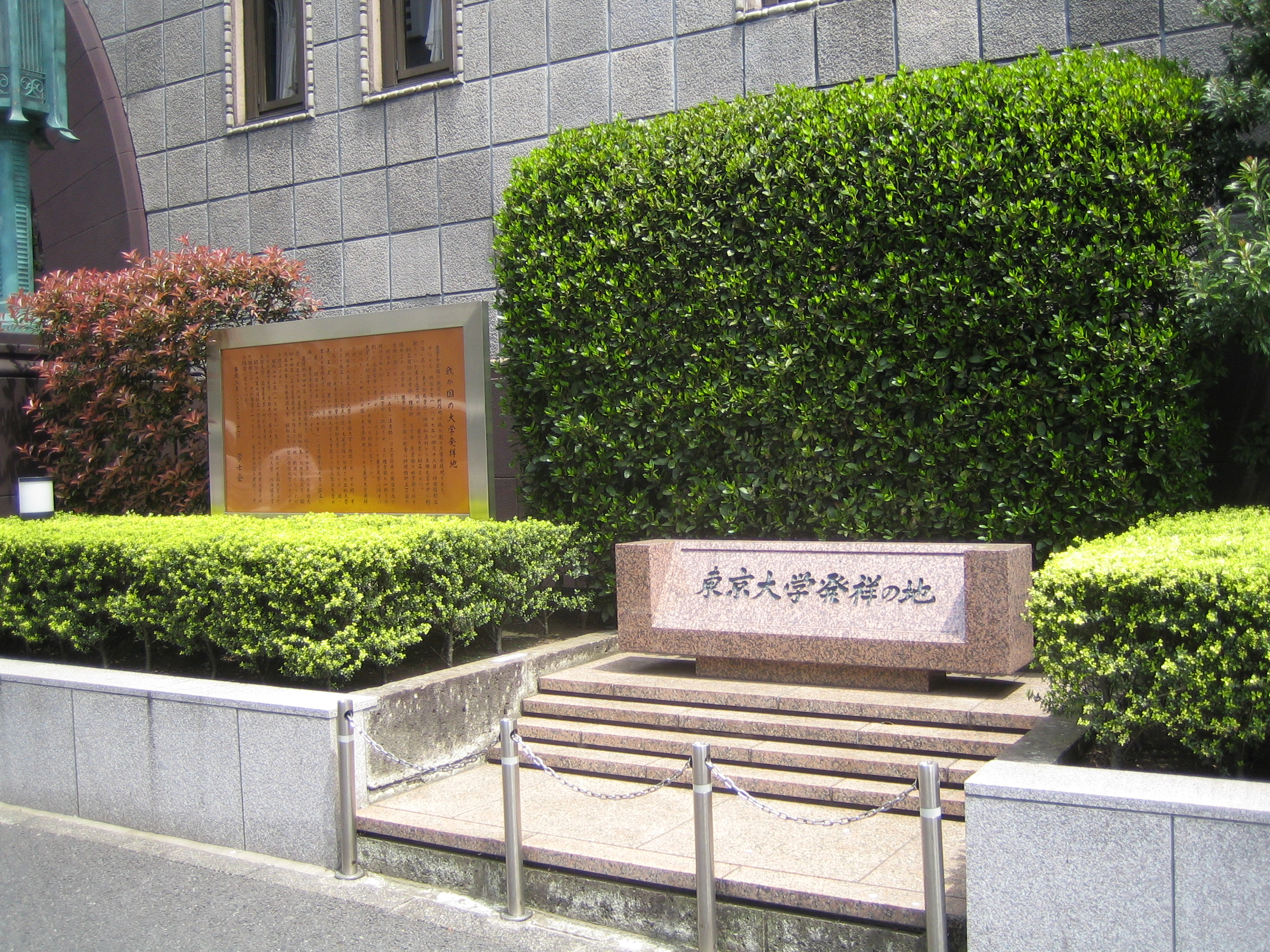
「東京大学発祥の地」の碑 / かつての開成学校の所在地（神田錦町）に建立されている

- グイド・フルベッキ（蘭）
- マリオン・スコット（米）
- ゴットフリード・ワグネル（独）
- 中浜万次郎（ジョン万次郎）
- 濱尾新
- ウィリアム・グリフィス（米）
- 小泉信吉
- 加藤弘之
- 山川健次郎
- 外山正一
- エドワード・サイル（英）

## 校地の変遷と継承
旧開成所から引き継いだ神田一ツ橋（現在の神田錦町）の校地（湯島に所在していた大学本校の南に位置していたため、これが「大学南校」の由来となった）に所在しており、東京大学発足後もしばらくは法理文三学部の校地として使用されていたが、1885年までに本郷校地へ順次移転した。現在、神田錦町の跡地には「東京大学発祥の地」の碑が建てられている。

## 関連文献
単行書
- 寺崎昌男 『東京大学の歴史：大学制度の先駆け』 講談社学術文庫、2007年 ISBN 9784061597990
- 天野郁夫 『大学の誕生（上）：帝国大学の時代』 中公新書、2009年 ISBN 9784121020048

事典項目
- 麻生誠 「高等教育〈学制以前〉」 『日本近代教育史事典』 平凡社、1971年
- 小林哲也 「高等教育〈学制期〉」「東京開成学校」 同上
- 寺崎昌男 「開成学校」 『日本史大事典』第2巻 平凡社、1993年
- 同 「開成学校」 『日本歴史大事典』第1巻 小学館、2000年